# Kulin György-díj
A Kulin György-díj a Magyar Csillagászati Egyesület legrangosabb elismerése. A díjat 2014-ben alapították, a Kulin György-emlékérem utódja.

## Leírás
A díjat kétévente a Meteor Távcsöves Találkozón adják át a csillagászati ismeretterjesztésben kiemelkedő teljesítményt nyújtó személynek munkájának elismerésére.
A díj maga egy bronzplakett közepén egy tükrös távcsővel, a díjazott nevével és az évszámmal. Felül a MAGYAR CSILLAGÁSZATI EGYESÜLET, alul pedig a KULIN GYÖRGY-DÍJ felirat olvasható.

## Díjazottak
- 2014 – Kósa-Kiss Attila
- 2016 – Papp Sándor
- 2018 – Újvárosy Antal
- 2021 – Szabados László
- 2022 – Zajácz György
- 2024 – Sárneczky Krisztián